# Patten (Maine)
Patten ist eine Town im Penobscot County des Bundesstaates Maine in den Vereinigten Staaten. Im Jahr 2020 lebten dort 881 Einwohner in 545 Haushalten auf einer Fläche von 99,07 km².

## Geografie
Nach dem United States Census Bureau hat Patten eine Gesamtfläche von 99,07 km², von der 98,91 km² Land sind und 0,16 km² aus Gewässern bestehen.

### Geografische Lage
Patten liegt im Nordosten des Penobscot Countys und grenzt an das Aroostook County. Im Westen des Gebietes liegt der Wiley Pond. Mehrere kleinere Flüsse durchfließen das Gebiet von Patten. Das Gebiet ist eben, ohne höhere Erhebungen.

### Nachbargemeinden
Alle Entfernungen sind als Luftlinien zwischen den offiziellen Koordinaten der Orte aus der Volkszählung 2010 angegeben.
- Norden: Mount Chase, 9,1 km
- Nordosten: Hersey, Aroostook County, 15,4 km
- Osten: Crystal, Aroostook County, 14,8 km
- Südosten: Sherman, Aroostook County, 15,4 km
- Süden: Stacyville, 10,6 km
- Westen: North Penobscot, Unorganized Territory, 20,2 km

### Stadtgliederung
In Patten gibt es mehrere Siedlungsgebiete: Fish's Mills, Patten und Peavey Corner.

### Klima
Die mittlere Durchschnittstemperatur in Patten liegt zwischen −11,1 °C (12 °Fahrenheit) im Januar und 20,0 °C (68 °Fahrenheit) im Juli. Damit ist der Ort gegenüber dem langjährigen Mittel der USA um etwa 9 Grad kühler. Die Schneefälle zwischen Oktober und Mai liegen mit bis zu zweieinhalb Metern mehr als doppelt so hoch wie die mittlere Schneehöhe in den USA; die tägliche Sonnenscheindauer liegt am unteren Rand des Wertespektrums der USA.

## Geschichte

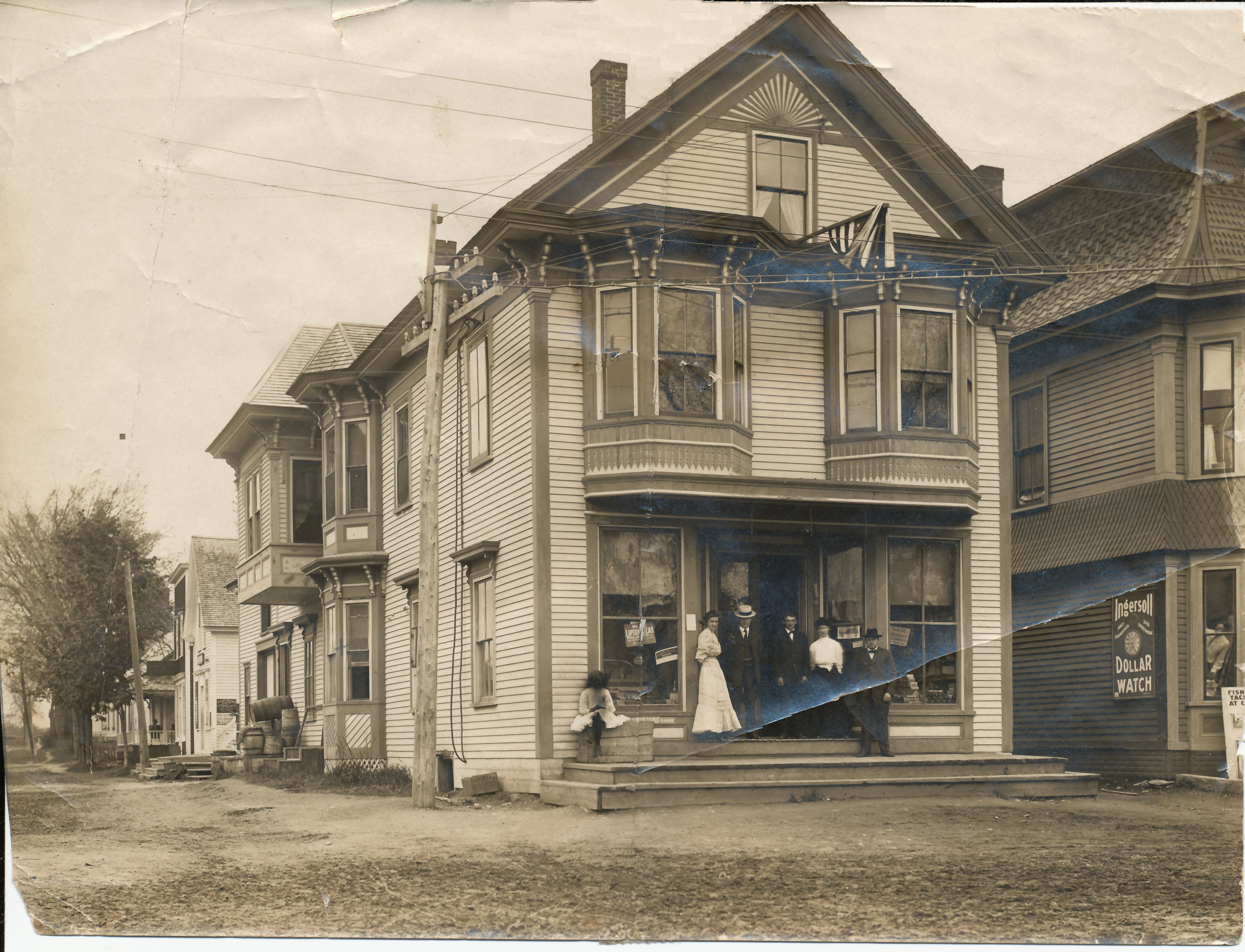
Patten Drug Store um 1880

Die Town Patten wurde am 16. April 1841 gegründet. Zuvor wurde das Gebiet als Township No. 4, Sixth Range West of the Easterly Line of the State (T4 R6 WELS) bezeichnet. Benannt wurde die Town nach Amos Patten, einem wohlhabenden Holzfäller aus Bangor. Er kaufte das Land um 1830, als es erstmals besiedelt wurde. Zu den ersten Siedlern gehörten Samuel Wiggin und Elijah Kellogg. Ein erstes Sägewerk gründete Samuel Leslie aus Lincoln im Jahr 1835, zudem gründete er im selben Jahr eine Getreidemühle. Als Plantation konnte die Siedlung im Jahr 1840 organisiert werden. Die Patten Academy wurde 1847 gegründet und im Jahr 1848 besuchten 61 Schüler, davon 33 Jungen und 28 Mädchen, die Schule. Sie bestand bis zum Jahr 1998.
Zentraler Wirtschaftszweig in Patten war die Holzwirtschaft. Ein Museum in Erinnerung an diese Tatsache wurde im Jahr 1963 in Patten eröffnet.
Die Patten and Sherman Railroad wurde 1895 mit dem Ziel gegründet, Patten an das Streckennetz der Bangor and Aroostook Railroad anzuschließen. Dies gelang 1896 und die so geschaffene Bahnstrecke Patten Junction–Patten bestand bis zum Jahr 2000.

### Einwohnerentwicklung
| Volkszählungsergebnisse – Town of Patten, Maine | Volkszählungsergebnisse – Town of Patten, Maine | Volkszählungsergebnisse – Town of Patten, Maine | Volkszählungsergebnisse – Town of Patten, Maine | Volkszählungsergebnisse – Town of Patten, Maine | Volkszählungsergebnisse – Town of Patten, Maine | Volkszählungsergebnisse – Town of Patten, Maine | Volkszählungsergebnisse – Town of Patten, Maine | Volkszählungsergebnisse – Town of Patten, Maine | Volkszählungsergebnisse – Town of Patten, Maine | Volkszählungsergebnisse – Town of Patten, Maine |
| Jahr                                            | 1800                                            | 1810                                            | 1820                                            | 1830                                            | 1840                                            | 1850                                            | 1860                                            | 1870                                            | 1880                                            | 1890                                            |
| ----------------------------------------------- | ----------------------------------------------- | ----------------------------------------------- | ----------------------------------------------- | ----------------------------------------------- | ----------------------------------------------- | ----------------------------------------------- | ----------------------------------------------- | ----------------------------------------------- | ----------------------------------------------- | ----------------------------------------------- |
| Einwohner                                       |                                                 |                                                 |                                                 |                                                 |                                                 | 470                                             | 639                                             | 704                                             | 716                                             | 936                                             |
| Jahr                                            | 1900                                            | 1910                                            | 1920                                            | 1930                                            | 1940                                            | 1950                                            | 1960                                            | 1970                                            | 1980                                            | 1990                                            |
| Einwohner                                       | 1172                                            | 1406                                            | 1498                                            | 1278                                            | 1548                                            | 1536                                            | 1312                                            | 1266                                            | 1368                                            | 1256                                            |
| Jahr                                            | 2000                                            | 2010                                            | 2020                                            | 2030                                            | 2040                                            | 2050                                            | 2060                                            | 2070                                            | 2080                                            | 2090                                            |
| Einwohner                                       | 1111                                            | 1017                                            | 881                                             |                                                 |                                                 |                                                 |                                                 |                                                 |                                                 |                                                 |

## Kultur und Sehenswürdigkeiten

### Museen
Das Patten Lumbermen's Museum wurde 1963 gegründet und beschäftigt sich mit der Geschichte der Holzwirtschaft in Maine.

### Bauwerke
In Patten wurde ein Historic District unter Denkmalschutz gestellt und ins National Register of Historic Places aufgenommen.
- Bradford Farm Historic District 2003 Register-Nr. 03000294.[10]

## Wirtschaft und Infrastruktur

### Verkehr
Durch Patten verläuft in nordsüdlicher Richtung die Maine State Route 11. Sie wird von der in westöstlicher Richtung verlaufenden Maine State Route 199 gekreuzt.

### Öffentliche Einrichtungen
In Patten gibt es eine medizinische Einrichtung, die auch den Bewohnern der umliegenden Gemeinden zur Verfügung steht.
Die Patten Free Library hat ihren Ursprung in der Bath Social Library. Von ihr ist eine Buchmarke aus dem Jahr 1799 erhalten. Im Jahr 1847 ging diese in der Patten Library Association auf.

### Bildung
Patten gehört mit Crystal, Dyer Brook, Hersey, Island Falls, Merrill, Moro Plantation, Mount Chase, Oakfield, Sherman, Smyrna und Stacyville zur Regional School Unit 50.
Folgende Schulen stehen den Schülerinnen und Schülern zur Verfügung:
- Katahdin Elementary School (PK-6) in Stacyville
- Katahdin Middle / High School (7–12) in Stacyville
- Southern Aroostook Community Schools (PK-12) in Dyer Brook

## Persönlichkeiten

### Söhne und Töchter der Stadt
- Gladys George (1904–1954), Schauspielerin